# Kimmerosaurus
Kimmerosaurus ("lagarto de Kimmeridge") es un género extinto de plesiosaurio perteneciente a la familia Cryptoclididae, cercanamente relacionado con Tatenectes.

## Etimología
La primera parte del nombre del género Kimmerosaurus proviene del lugar donde se hallaron los primeros fósiles, los depósitos de Kimmeridge Clay en Dorset, Inglaterra (los cuales también dan nombre a la época del Kimmeridgiense del período Jurásico). La segunda parte viene del término griego σαυρος (sauros), "lagarto".

## Descripción
Debido a que Kimmerosaurus es conocido solo a partir de un cráneo y unas cuantas vértebras cervicales, la mayor parte de la descripción de este plesiosaurio viene de sus dientes, los cuales son recurvados y comprimidos bucolingualmente (comprimidos del lado de la mejilla al de la lengua). El premaxilar solo tenía ocho dientes, mientras que había treinta y seis en cada ramo mandibular. Los parietales de Kimmerosaurus no formaban una cresta sagital. En general el cráneo de Kimmerosaurus es similar al de Cryptoclidus pero mucho más ancho.
Hay muy pocos restos fósiles de Kimmerosaurus. De hecho, no se ha encontrado nada que indique como pudo haber lucido Kimmerosaurus por debajo del cuello, aunque el atlas y el axis son similares a los del plesiosaurio Colymbosaurus. Debido a la carencia de fósiles del cráneo, y las similitudes óseas se ha especulado que los fósiles de Kimmerosaurus podrían ser la cabeza perdida de Colymbosaurus, el cual era similar pero del cual no se conocen fósiles craneanos.

## Distribución

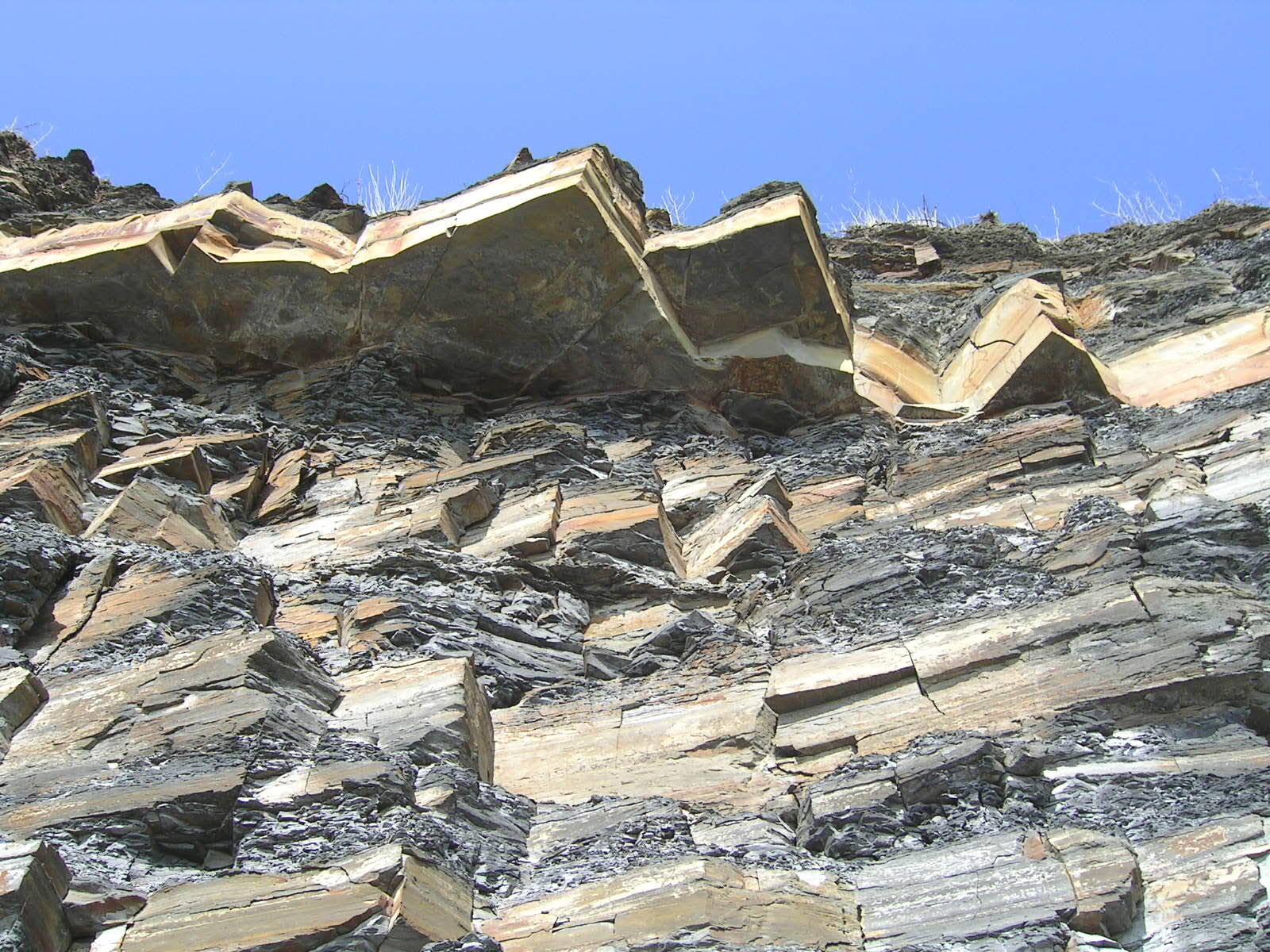
Los acantilados de la Formación Kimmeridge Clay, la cual se formó durante el período Jurásico, son el lugar donde se hallaron los fósiles de Kimmerosaurus.

Los restos de Kimmerosaurus son hallados en la Formación Kimmeridge Clay cerca del pueblo de Kimmeridge, en Dorset, Inglaterra. Este animal debió haber abarcado el área de lo que ahora es la Jurassic Coast, un sitio considerado Patrimonio de la Humanidad en el sur del Reino Unido.